# Adogmatska udruga srednje i istočne Europe
Adogmatska udruga srednje i istočne Europe (engl. Adogmatic Association Central and Eastern Europe, fran. Association Adogmatique de l'Europe Centrale et de l'Est), skraćeno AACEE, je međunarodni savez koji okuplja adogmatske i liberalne slobodnozidarske velike lože u srednjoistočnoj Europi.

## Svrha
Adogmatska udruga srednje i istočne Europe ima za cilj okupiti liberalne slobodnozidarske velike lože srednjoistočne Europe kako bi promovirala vrijednosti demokracije, potpore, solidarnosti i povezanosti zemalja srednjoistočne Europe unutar Europske unije. Asocijacija promiče i štiti ljudske vrijednosti kako bi održala ili vratila mir između čovjeka i čovječanstva, posebno u europskom prostoru.
Članovi asocijacije sastaju se tri do četiri puta godišnje u jednom od važnih gradova srednjoistočne Europe.

## Povijest
Adogmatska udruga srednje i istočne Europe je osnovana 14. lipnja 2008. godine u Budimpešti, Mađarska, sporazumom između četiri velike lože/orijenta, i to Velike liberalne lože Austrije, Velikog orijenta Austrije, Velikog orijenta Mađarske i Velikog orijenta Rumunjske.
U studenom 2024. godine veliki majstor Liberalne velike lože Srbije, Vladimir Marković, izabran je za predsjednika Adogmatske udruge. U ožujku 2025. u Beogradu održana je godišnja skupština Adogmatske udruge.

## Ustroj
Sjedište Adogmatske udruge je u Bruxellesu, Belgija. Registrirana je kao nevladina udruga prema belgijskom zakonu.

### Članstvo
Udruga okuplja sljedećih 12 velikih loža:
- Velika liberalna loža Austrije
- Veliki orijent Austrije
- Velika ženska loža Francuske
- Međunarodni masonski red "Delphi"
- Velika nacionalna loža Hrvatske
- Veliki orijent Mađarske
- Veliki orijent Poljske
- Velika ženska loža Portugala
- Veliki orijent Rumunjske
- Veliki orijent Slovenije
- Velika liberalna loža Srbije
- Velika simbolička loža Španjolske

U statusu promatrača su dva velika orijenta:
- Veliki orijent Belgije
- Veliki orijent Francuske

### Vodstvo
Adogmatsku udrugu srednje i istočne Europe predstavlja i zastupa predsjednikkoji se bira na trogodišnje razdoblje.
- Andràs David (? – 2024.)[9]
- Vladimir Marković (od 2024.)[10]

## Vanjske poveznice
- Službena stranica